# Cancellopollia insculpta
Cancellopollia insculpta is een slakkensoort uit de familie van de Buccinidae. De wetenschappelijke naam van de soort is voor het eerst geldig gepubliceerd in 1900 door Sowerby III.